# Jardin Vagabond
Le jardin Vagabond est un jardin public situé en Savoie sur la commune d'Aix-les-Bains. D'une superficie d'environ 5 ha, cet espace est reconnu pour son intérêt paysager et biologique.

## Histoire
L’idée de créer un Jardin en mouvement sur un terrain vierge à Aix-les-Bains, au bord du lac du Bourget, est évoqué pour la première fois par François Curtelin dans le cadre de l’atelier « Bords du lac », mis en place dans le cadre de l’Agenda 21 local de la ville d’Aix-les-Bains, afin de proposer une alternative à un projet immobilier. Les membres de l’atelier préparent alors une ébauche, qui est revue par Gilles Clément, le paysagiste à l’origine du concept de Jardin en mouvement, en 2007.
En novembre 2007, une convention est signée entre la ville d’Aix-les-Bains et le lycée agricole Costa de Beauregard de Chambéry, puis les premières plantes sont plantées l’année suivante. En octobre 2008, une partie des membres de l’atelier « Bords du lac » se rassemble pour fonder une association, les Amis du jardin vagabond, qui se donne comme but de s’occuper du Jardin vagabond.
Les travaux d’aménagement sont ébauchés en 2011, avant d’être réalisés entre 2012 et 2013. Afin de les financer, l’association reçoit plusieurs soutiens locaux et internationaux : la ville d’Aix-les-Bains, la communauté d’agglomération du Lac du Bourget (CALB) et l’Union européenne via les Fonds européen de développement économique et régional (FEDER). Ces aménagements voient notamment la création d’un labyrinthe paysager, l’aménagement de chemins, le creusement d’une mare et l’installation d’un rucher.
Le 15 avril 2011, l’association plante, en présence des élus, un Ginkgo biloba en hommage aux victimes du séisme qui a ravagé la côte Est du Japon quelques jours auparavant. Cet arbre fut choisi pour l’hommage car un spécimen avait résisté à l’explosion de la bombe nucléaire larguée sur Hiroshima le 6 août 1945. En 2011 également, les Amis du jardin vagabond organisent une exposition, à la Bibliothèque d’Aix-les-Bains, de l’herbier d’Amédée Dardel, un médecin aixois,. Cette exposition est nommée dans la catégorie « Initiatives territoriales » pour les Trophées de Savoie.
En 2013, l’association acquiert, avec le soutien de la mairie, la sculpture Germination de Philippe Desloubières. Elle est installée dans le jardin et inaugurée le 18 juillet 2013, à l’occasion de la première « Journée Folle au Jardin vagabond »,.

## Situation et accès
Le jardin est situé à l'extrême nord-ouest d'Aix-les-Bains. Il est implanté à proximité immédiate du lac du Bourget.
Il est accessible par différentes entrées ; des sentiers étant ensuite aménagés. Seuls les transports doux sont autorisés à emprunter les itinéraires prévus à cet effet.

## Caractéristiques
Situé sur un des derniers espaces naturels de la commune près du lac du Bourget, le jardin est un véritable espace vert préservé de l'urbanisation.
Le site est recouvert de prairies, parfois fleuries, et de quelques zones arborées. Sur le plan floristique, il présente une riche diversité végétale avec 159 espèces recensées, dont des orchidées. Par ailleurs, sur le plan faunistique, le site accueille plusieurs espèces d'animaux et insectes tels des libellules, des rousserolles voire des lapins sauvages et autres petits mammifères.
Pour conserver ce lieu, un inventaire a été réalisé par la société d’histoire naturelle et de mycologie.
|                                                                           |
| Une sculpture présente sur le site : Cro-Cro Le Triton de Patrick Lesage. |

|                                                                  |
| L’observatoire de la roselière installé dans le Jardin Vagabond. |

## Distinction
Le jardin a reçu une mention spéciale du jury national du concours des villes et villages fleuris en 2014 : « Gestion écologique du jardin Vagabond »,.